# チャールズ・ウォリネン

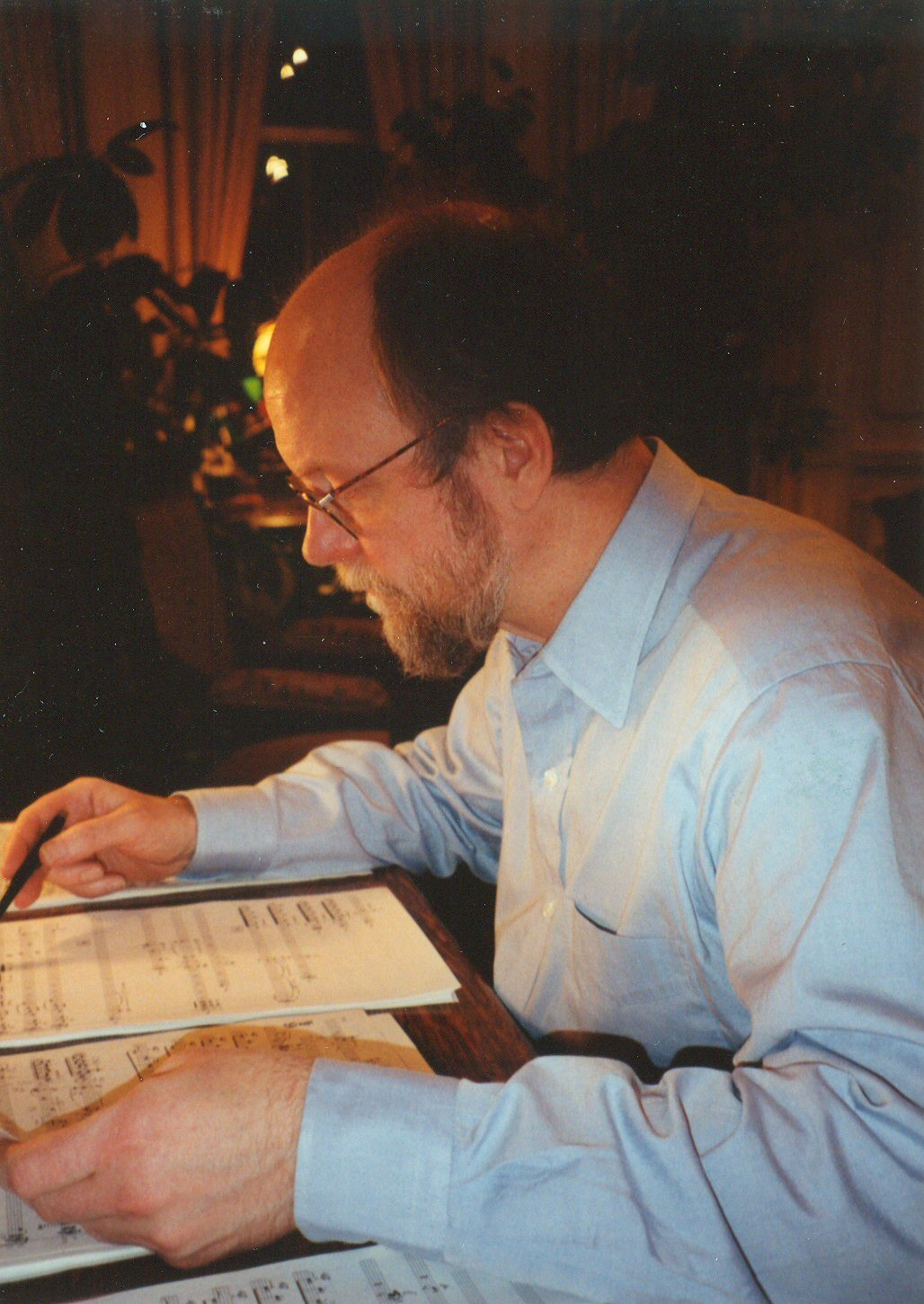
チャールズ・ウォリネン

チャールズ・ウォリネン（Charles Wuorinen, 1938年6月9日 ニューヨーク - 2020年3月11日）は、アメリカ合衆国の現代音楽の作曲家。

## 生涯
シュテファン・ヴォルペにブラック・マウンテン・カレッジで師事。1970年に最年少でピュリッツァー賞を受賞した。音列やピッチの合理的な制御を望んでいたが、1980年代にその思想は「フラクタル幾何学」の厳密な適用と言う形で突き詰められた。ピアノ五重奏曲やピアノソナタ第3番には、部分的にマンデルブロ集合の公式が援用されている。
新しい複雑性のような極限への嗜好は存在せず、「シンプル・コンポジション」といった彼の著作にもあるように、聴覚的なわかりやすさを伴った素材で作曲するのを是としている。2000年以降も年に数作品を精力的に生み出すなど、創作意欲は健在であった。多くの演奏家が、彼の作品の世界初演を担当しており、CDリリースも多い。